# Henri-Anne de Gennes
Henri-Anne de Gennes, né à Rennes le 28 novembre 1684 et mort vers 1750 est un théologien jésuite français.

## Biographie
Membre de la famille de Gennes, il entra dans l'institut des Jésuites le 17 septembre 1703. Son frère Julien-René-Benjamin de Gennes est un janséniste. Il professa les humanités, pendant 17 ans, la theologie, la rhétorique, la philosophie et dirigea, onze ans, les retraites.
Il fit profession des quatre vœux, le 2 février 1719, il devint père spirituel au noviciat de Paris, et directeur de la Congrégation des missions. Il professa longtemps la théologie et la philosophie au Collège du Mont, à Caen, et se montra fort opposé au jansénisme. 

En 1721, il écrivait :
« Je ne cherche que la vérité, et je dois avoir pour elle plus de zèle que beaucoup d'autres : une partie considérable de ma famille est encore enveloppée dans les horreurs du Calvinisme je suis, dans un sens, le premier qui ait eu le bonheur d'être baptisé dans l'Église catholique; plusieurs de mes parents ont préféré et préfèrent encore aux douceurs de la patrie un exil volontaire, afin de mourir dans le libre exercice de leur religion. Je rougirais, et que dirais-je à J.-C., si j'avais pour sa cause moins d'ardeurs que mes proches n'en ont pour celles de Calvin et de Quesnel. »
Ce fut contre les doctrines de son frère l'oratorien qu'il publia, en 1736, Le Jansénisme dévoilé, ou Jansenius convaincu d'athéisme.

## Sources partielles
: document utilisé comme source pour la rédaction de cet article.
- Biographie universelle, ou Dictionnaire historique, 1833 (lire en ligne), p. 1224.
- Prosper Jean Levot, « GENNES (Henri-Anne-Daniel de) », dans Biographie bretonne, t. 1 : A-J, 1852 (lire en ligne), p. 772.
- Ernest de Cornulier-Lucinière, Généalogie de la Maison de Cornulier, en Bretagne, etc., 1860. [page à préciser]
- Augustin de Backer, Bibliothèque de la Compagnie de Jésus, t. 3 : Desjacques-Gzowski, 1892 (lire en ligne), p. 1315.